# Lázaro Cárdenas (Cintalapa)
Lázaro Cárdenas es una localidad del estado mexicano de Chiapas. Es parte del municipio de Cintalapa.

## Toponimia
El nombre de la localidad rinde homenaje a Lázaro Cárdenas, presidente de México de 1934 a 1940.

## Demografía
| Gráfica de evolución demográfica |
|                                  |

| Censo | Población |
| ----- | --------- |
| 1940  | 478       |
| 1950  | 791       |
| 1960  | 1 077     |
| 1970  | 1 496     |
| 1980  | 2 096     |
| 1990  | 2 667     |
| 2000  | 2 432     |
| 2010  | 3 002     |
| 2020  | 3 469     |